# ليك ألما (ساسكاتشوان)
ليك ألما (بالإنجليزية: Lake Alma, Saskatchewan)‏ هي قرية تقع في كندا في ساسكاتشوان. يقدر عدد سكانها بـ 104 نسمة ومساحتها 0.47 كم2 .